# Real Zaragoza 1995-1996
Questa voce raccoglie le informazioni riguardanti il Real Saragozza nelle competizioni ufficiali della stagione 1995-1996

## Rosa
| N. |                      | Ruolo | Calciatore           |
| -- | -------------------- | ----- | -------------------- |
| 1  | Spagna (bandiera)    | P     | Andoni Cedrún        |
| 2  | Spagna (bandiera)    | D     | Alberto Belsué       |
| 3  | Spagna (bandiera)    | D     | Jesús Ángel Solana   |
| 4  | Argentina (bandiera) | D     | Fernando Cáceres     |
| 5  | Spagna (bandiera)    | C     | Jesús García Sanjuán |
| 6  | Spagna (bandiera)    | D     | Xavier Aguado        |
| 7  | Spagna (bandiera)    | A     | Miguel Pardeza       |
| 8  | Spagna (bandiera)    | C     | Santiago Aragón      |
| 9  | Spagna (bandiera)    | A     | Fernando Morientes   |
| 10 | Spagna (bandiera)    | A     | Francisco Higuera    |
| 11 | Uruguay (bandiera)   | C     | Gustavo Poyet        |
| 12 | Spagna (bandiera)    | D     | Luis Carlos Cuartero |

| N. |                      | Ruolo | Calciatore               |
| -- | -------------------- | ----- | ------------------------ |
| 13 | Spagna (bandiera)    | P     | José Belman              |
| 14 | Spagna (bandiera)    | C     | Nayim                    |
| 15 | Spagna (bandiera)    | C     | Óscar Luis Celada        |
| 16 | Spagna (bandiera)    | C     | José Aurelio Gay         |
| 17 | Spagna (bandiera)    | D     | Paqui                    |
| 18 | Argentina (bandiera) | C     | Sergio Berti             |
| 19 | Argentina (bandiera) | C     | Gustavo López            |
| 20 | Spagna (bandiera)    | A     | Daniel García Lara       |
| 21 | Argentina (bandiera) | A     | Sebastián Rambert        |
| 22 | Spagna (bandiera)    | P     | Juanmi                   |
| 23 | Spagna (bandiera)    | C     | Iñigo Rodríguez Martínez |

## Risultati

### Supercoppa UEFA

#### Andata
| Arbitro: | Rémi Harrel |

|            |           |              |
| Aguado 28’ | Marcatori | 70’ Kluivert |

#### Ritorno
| Arbitro: | Leslie Mottram |

|                                                     |           |  |
| Bogarde 43’ Finidi 54’ Blind 65’ (rig.), 69’ (rig.) | Marcatori |  |